# Fiachnae mac Ainbítha
Fiachnae mac Ainbítha (mort en 886) ou également Fiachna mac Ainfítha est un roi roi d'Ulaid du Dál Fiatach dans l'actuelle province Ulster, en Irlande du Nord. Il est le fils de  Ainbíth mac Áedo (mort en 882), un précédent roi d'Ulaid. Il règne brièvement en 886,.
En 883, il est responsable du meurtre de son oncle Eochocán mac Áedo, « leth-rí » c'est-à-dire demi-roi ou co-régent d'Ulaid qui règne conjointement avec son autre oncle, Airemón mac Áedo (mort en 886). Fiachnae succède à
Airemón comme unique souverain en 886 mais il est rapidement tué par ses propres partisans.

## Sources
- Annales d'Ulster sur  sur University College Cork
- (en) Byrne, Francis John (2001), Irish Kings and High-Kings, Dublin: Four Courts Press,  (ISBN 978-1-85182-196-9)